# Глава от Калихтлауака
Главата от Калихтлауака е статуетка от теракота на човешка глава.
Открита е през 1933 година в долината Толука, на 65 km югозападно от град Мексико, в гроб, датиран малко преди или малко след пристигането на европейците в Америка. Някои изследователи, като американският археолог от български произход Ромео Христов, смятат главата за свидетелство за доколумбови презокеански контакти с Америка.